# Hyundai Aero City
Hyundai Aero City — городской коммерческий автобус большой вместимости производства Hyundai Motor Company, серийно выпускаемый с 1991 года. Основным конкурентом модели является Daewoo BS106 Royal City.

## История
В 1991 году первый автобус Hyundai Aero City был представлен как преемник Hyundai RB. Девятью годами позднее пошёл в производство Super Aero City в качестве преемника Aero City 540/540L/540SL с двигателями мощностью 280 л. с. Современная версия Aero City производится с 2008 года в стиле туристического автобуса Hyundai Universe, с магнитолой, пневматической подвеской и рядным шестицилиндровым дизельным двигателем H310 уровня Евро-6.

## Модельный ряд

### Актуальный
- Super Aero City F/L.
- Super Aero City low floor F/L.
- UniCity.
- BlueCity.
- GreenCity.
- ElecCity.

### Исторический
- Aero City 520/540.
- Aero City 520/540/540L/540SL.
- Super Aero City.
- Super Aero City low floor.
- Global 900.

## Галерея

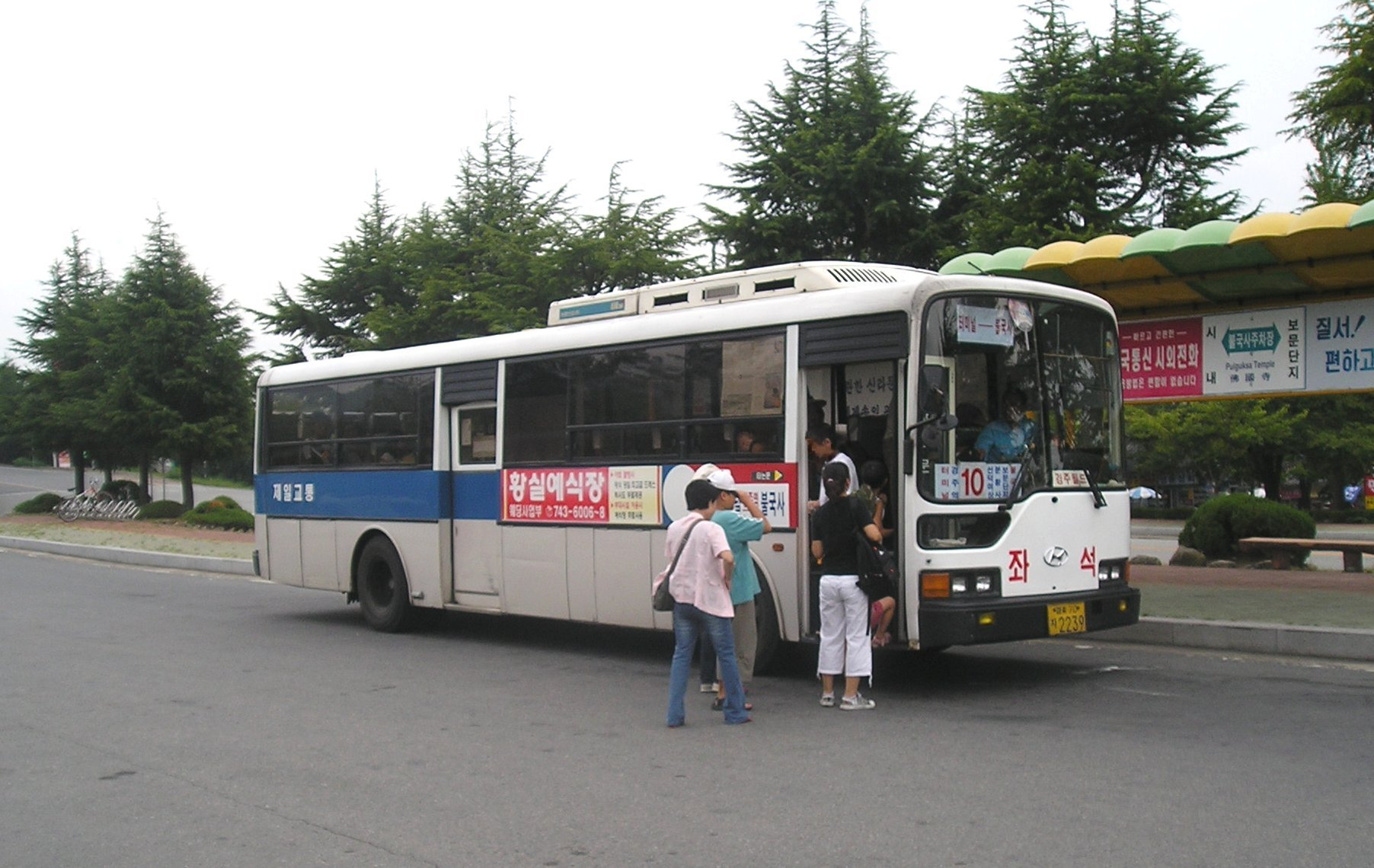
Hyundai Aero City 540
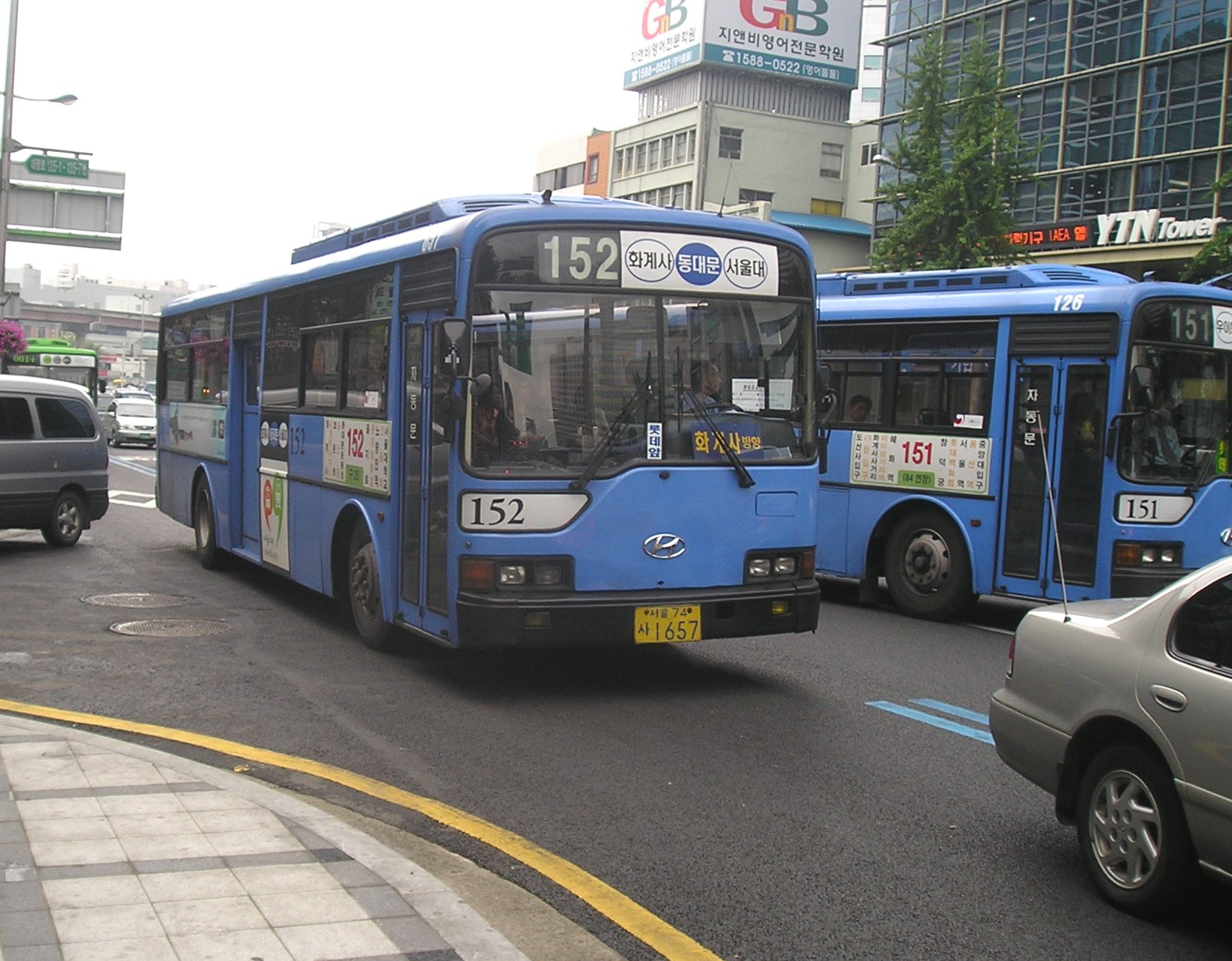
Aero City 540SL
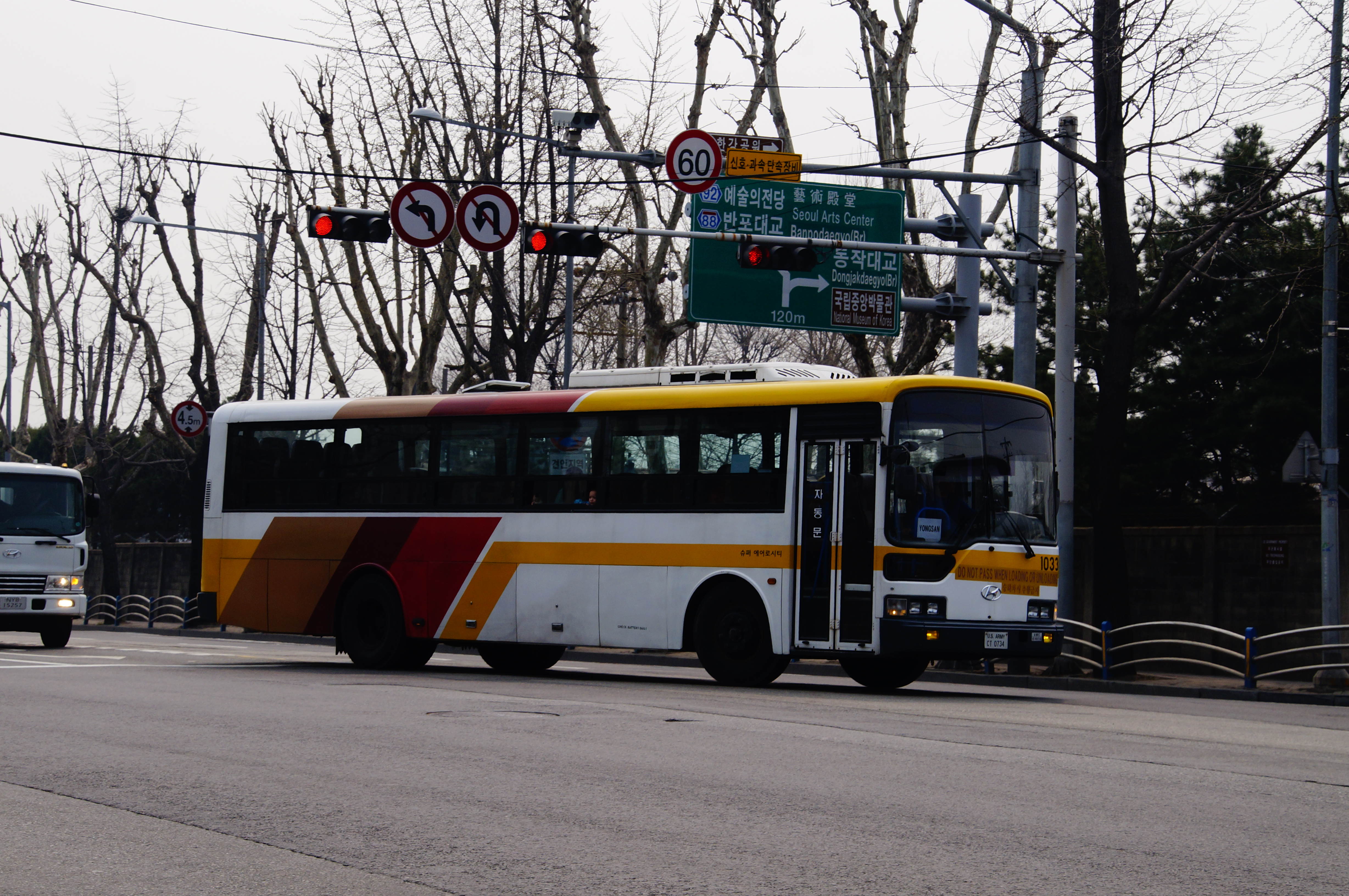
2000—2001 Hyundai Super Aero City AC540SL
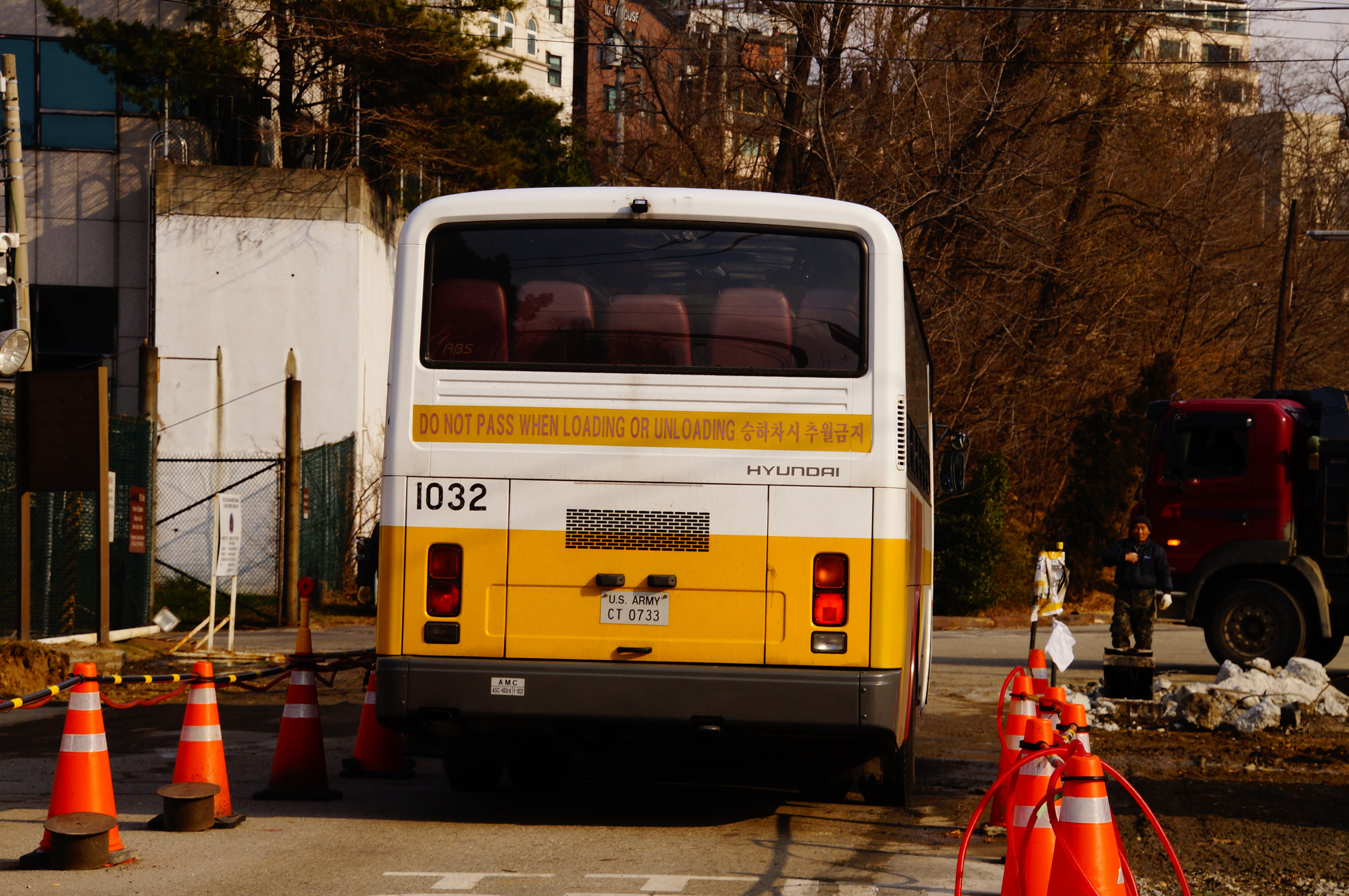
2000—2001 Hyundai Super Aero City
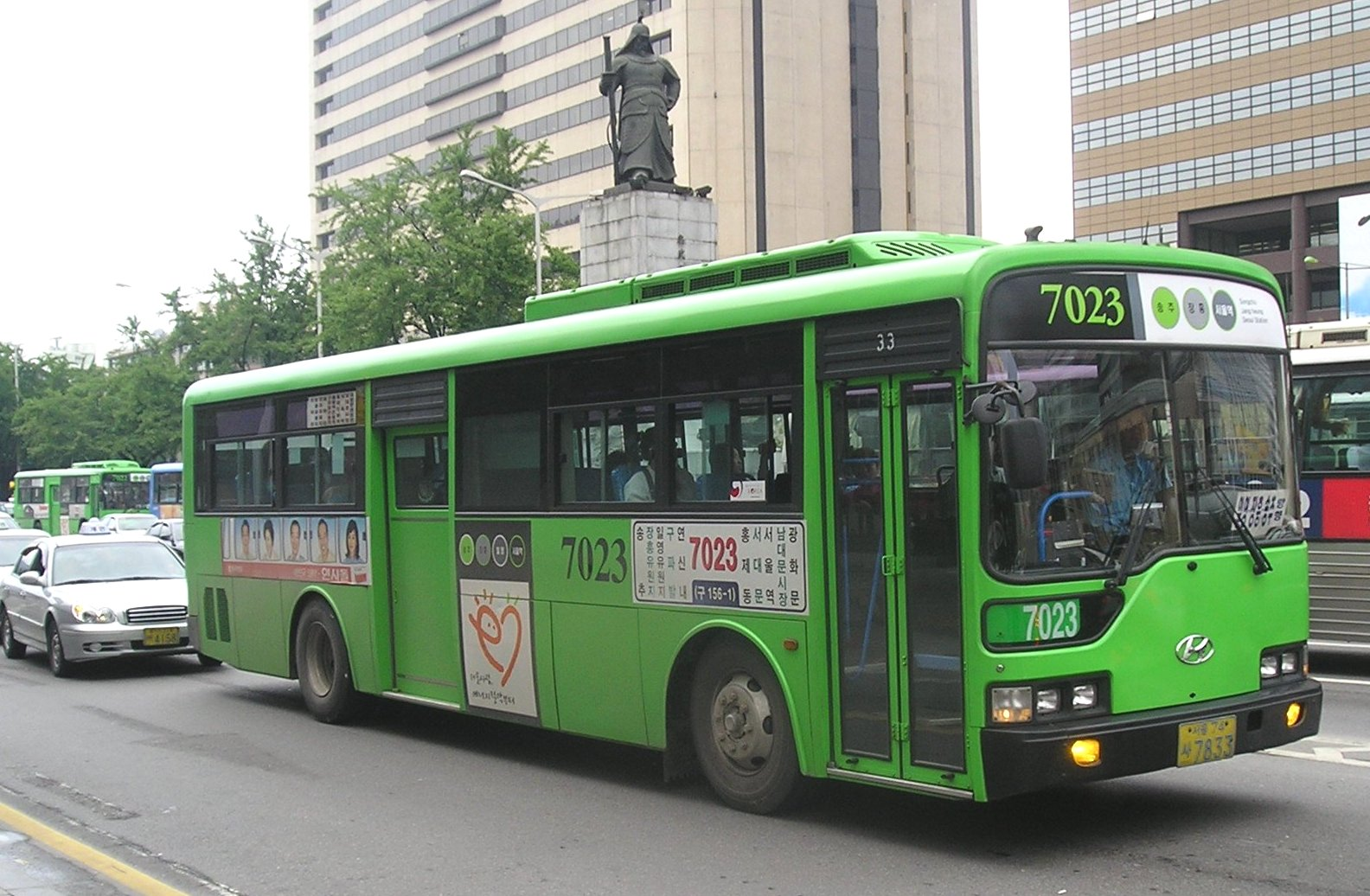
Super Aero City SL
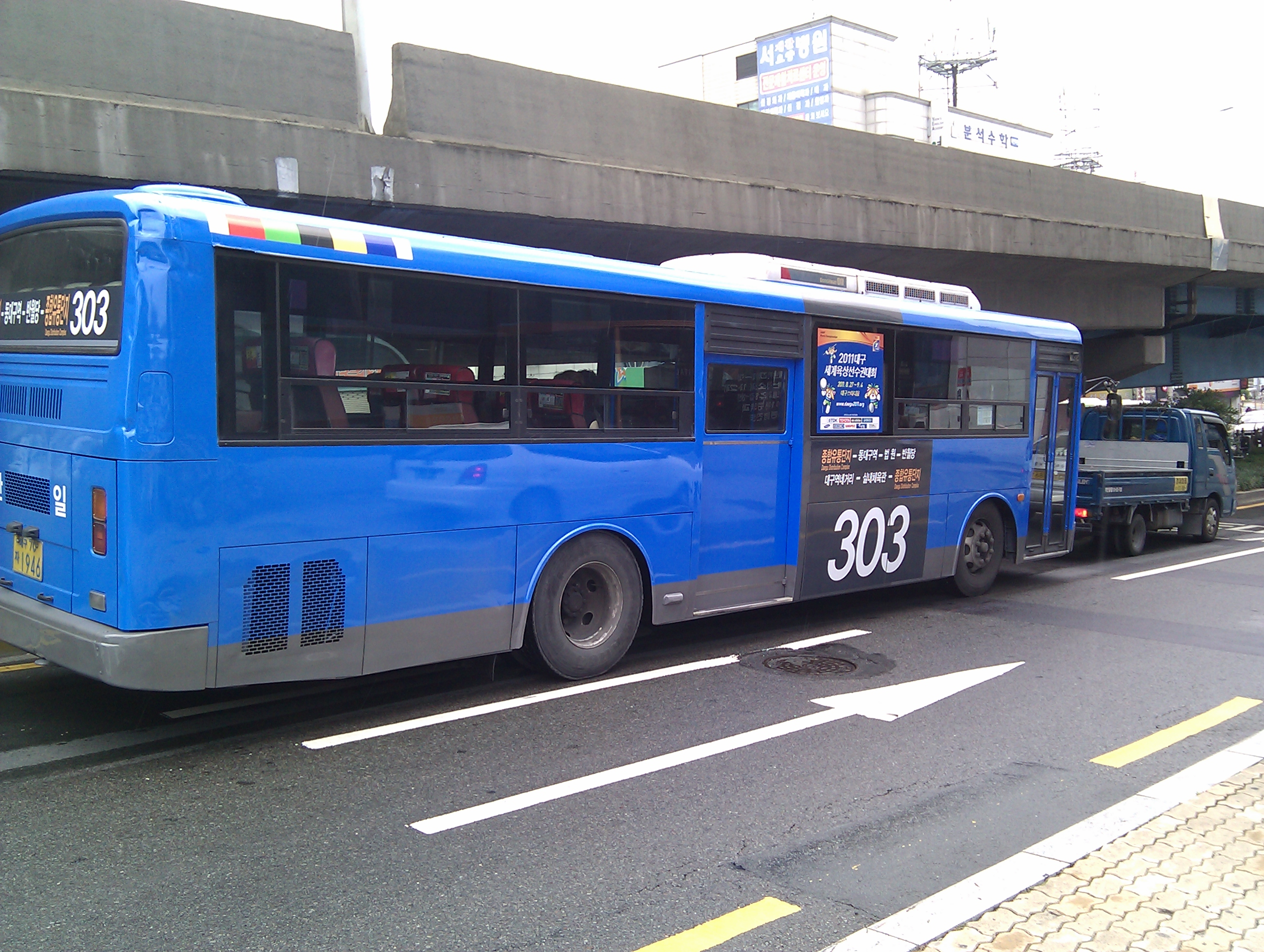
Hyundai Super Aero City AC540SL
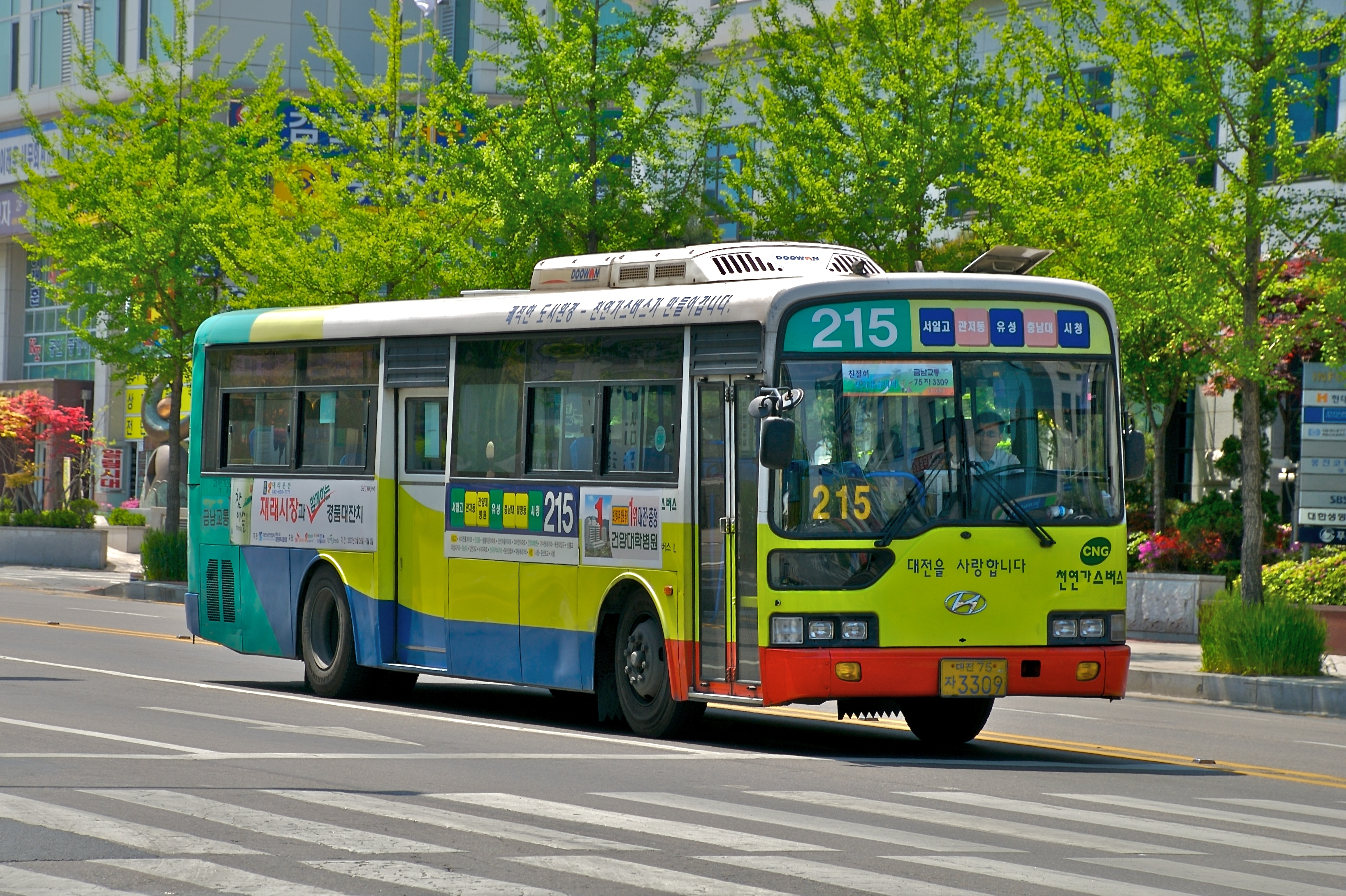
Hyundai Super Aero City AC540SL
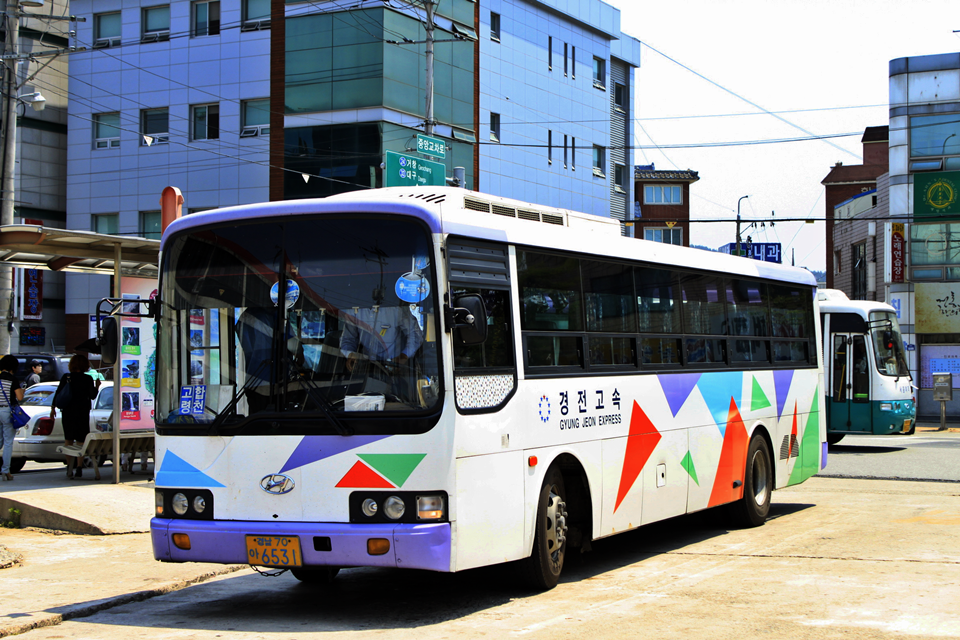
New Super Aero City, выпускавшийся с ноября 2004 по январь 2008 года
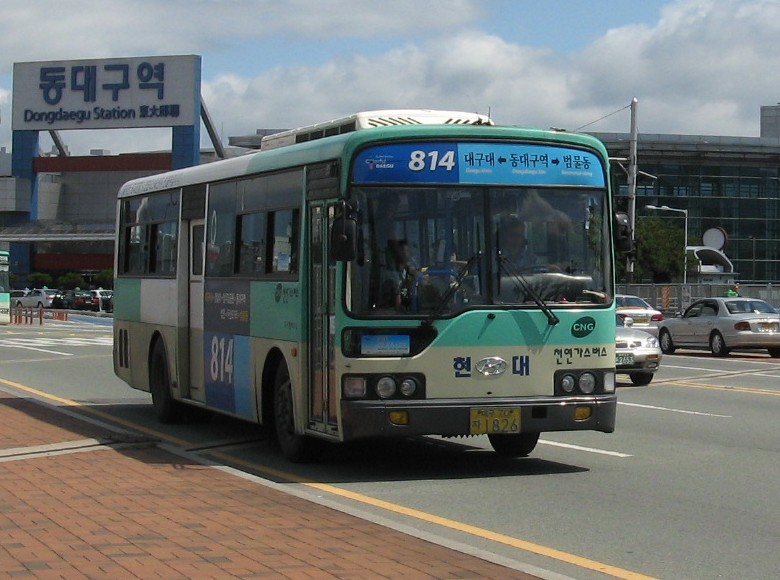
New Super Aero City L CNG
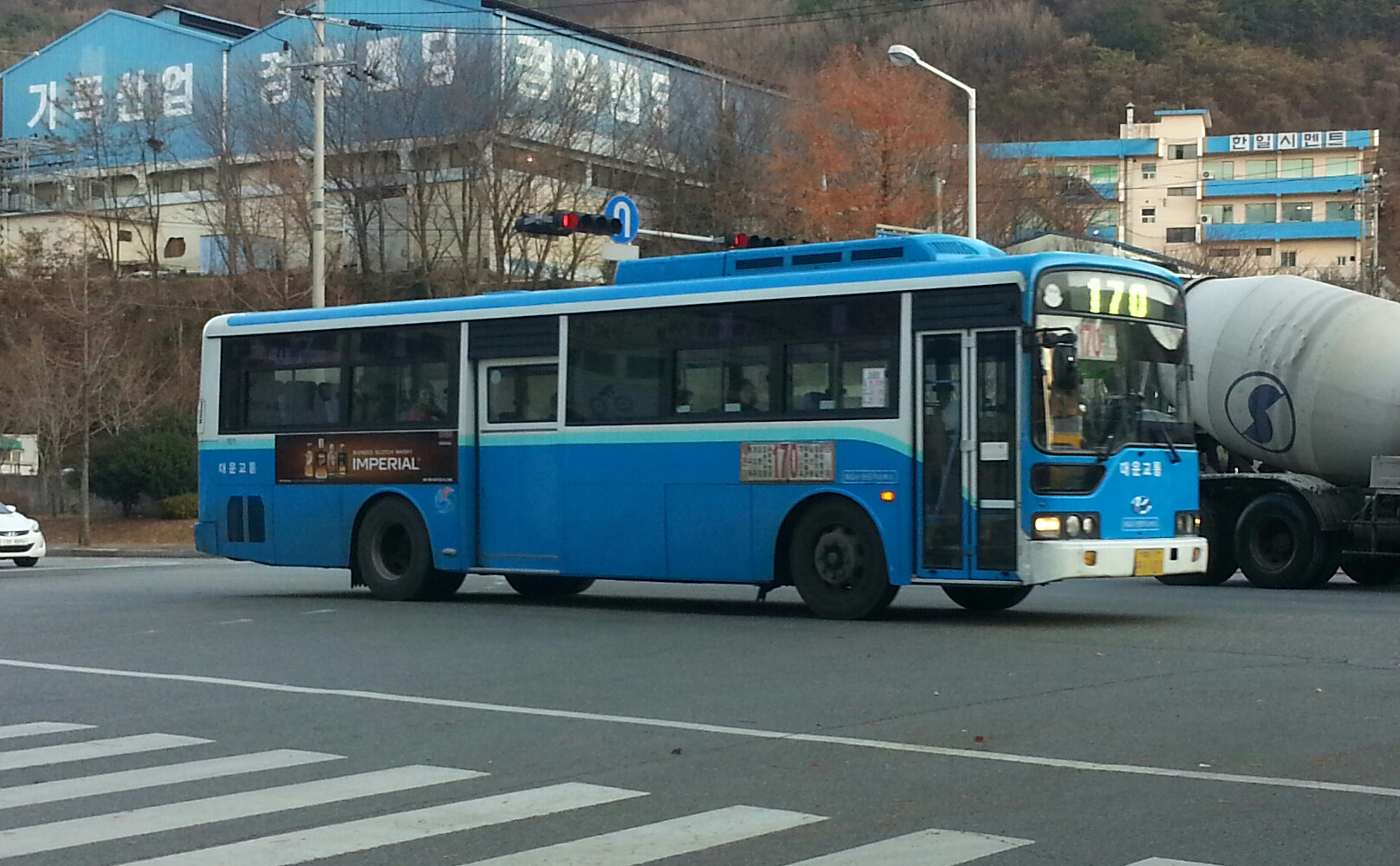
Hyundai New Super Aero City L CNG, выпускавшийся с ноября 2004 по январь 2008 года
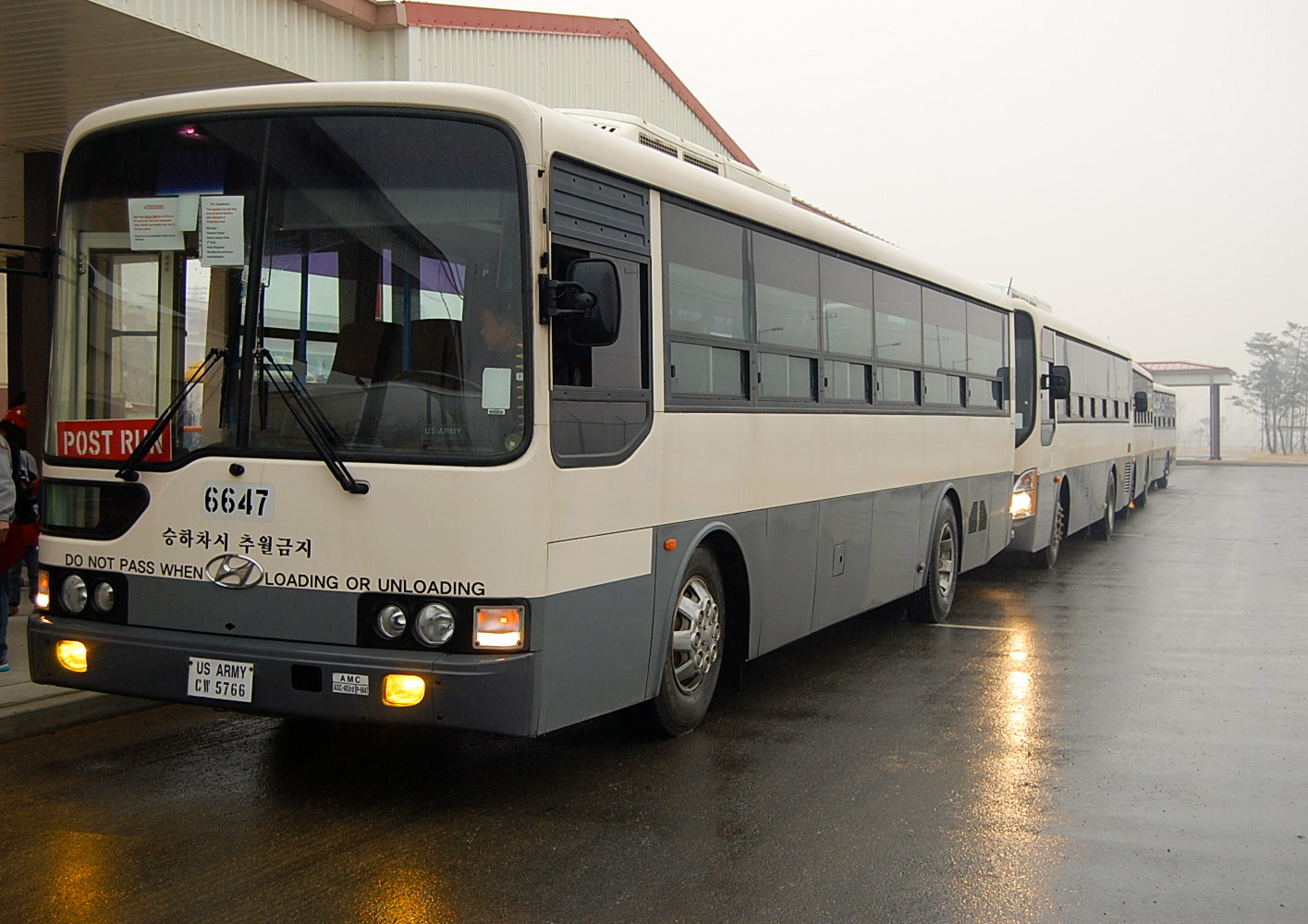
2004—2008 Hyundai New Super Aero City
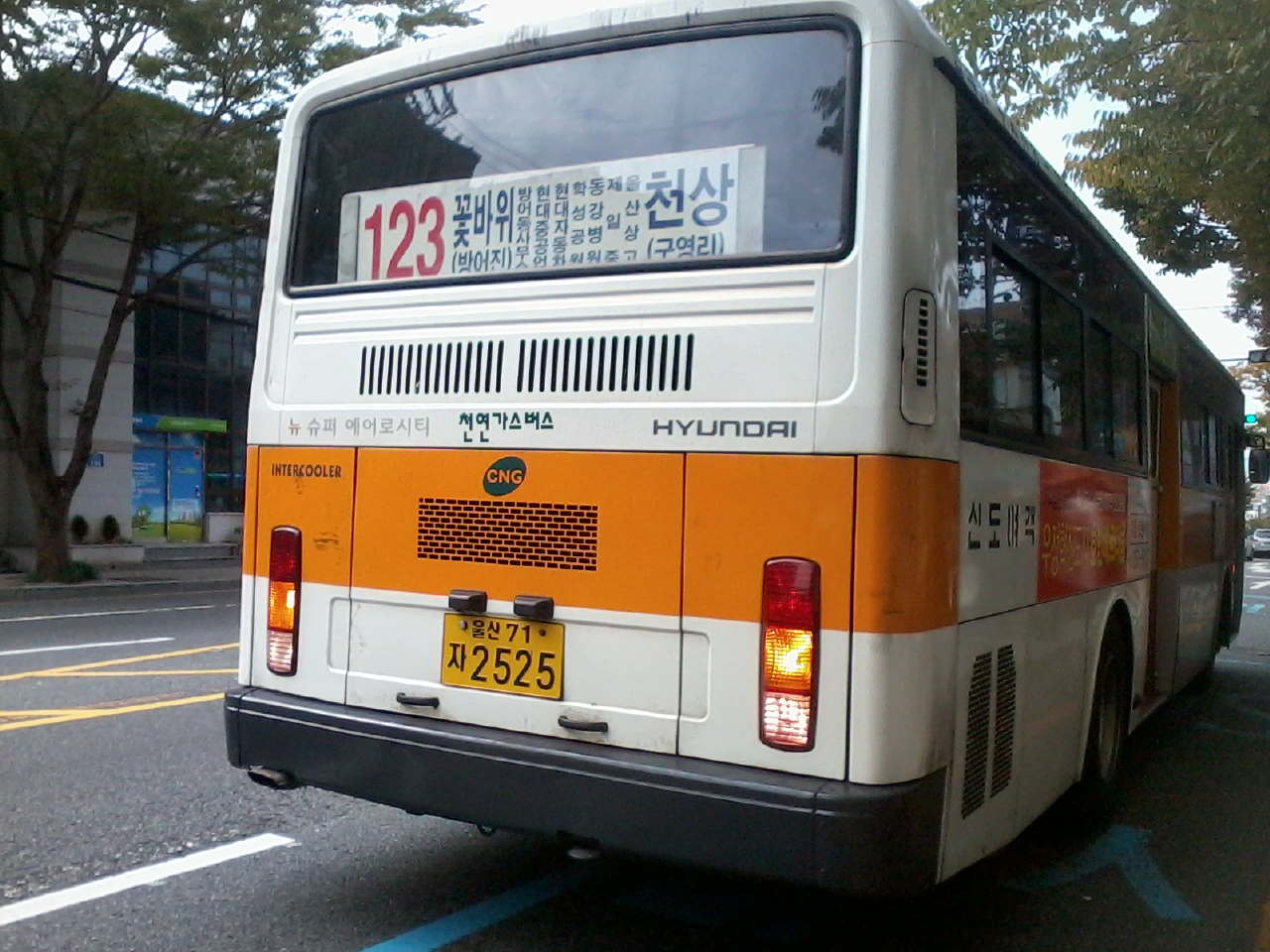
Hyundai New Super Aero City SL
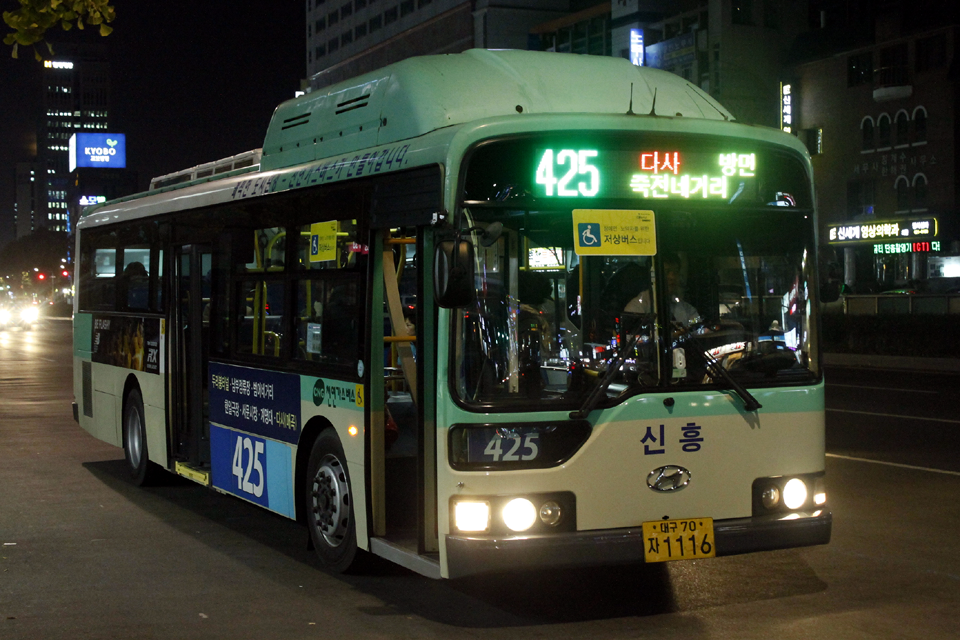
New Super Aero City Low Floor
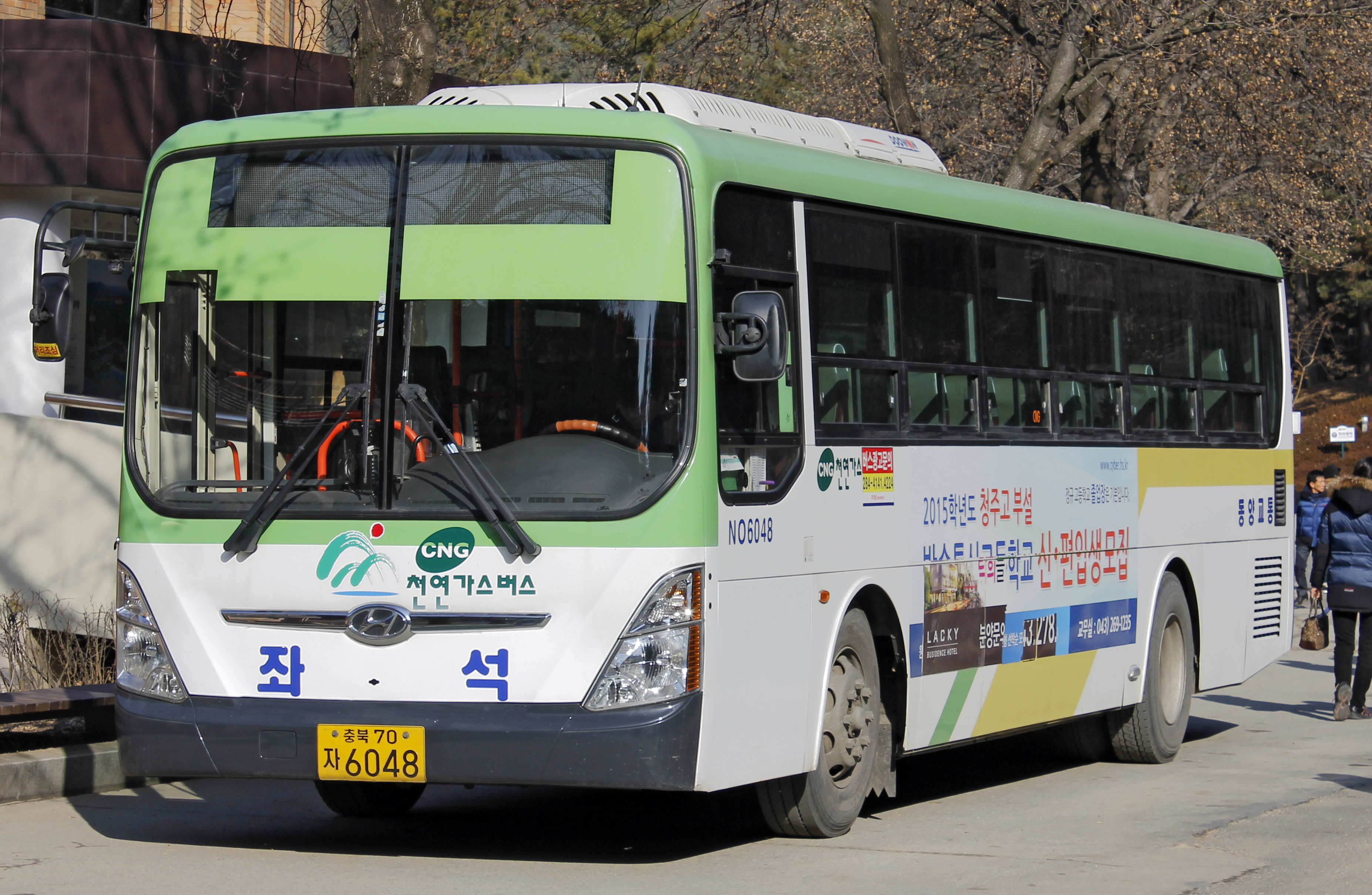
Фейслифтинговый New Super Aero City
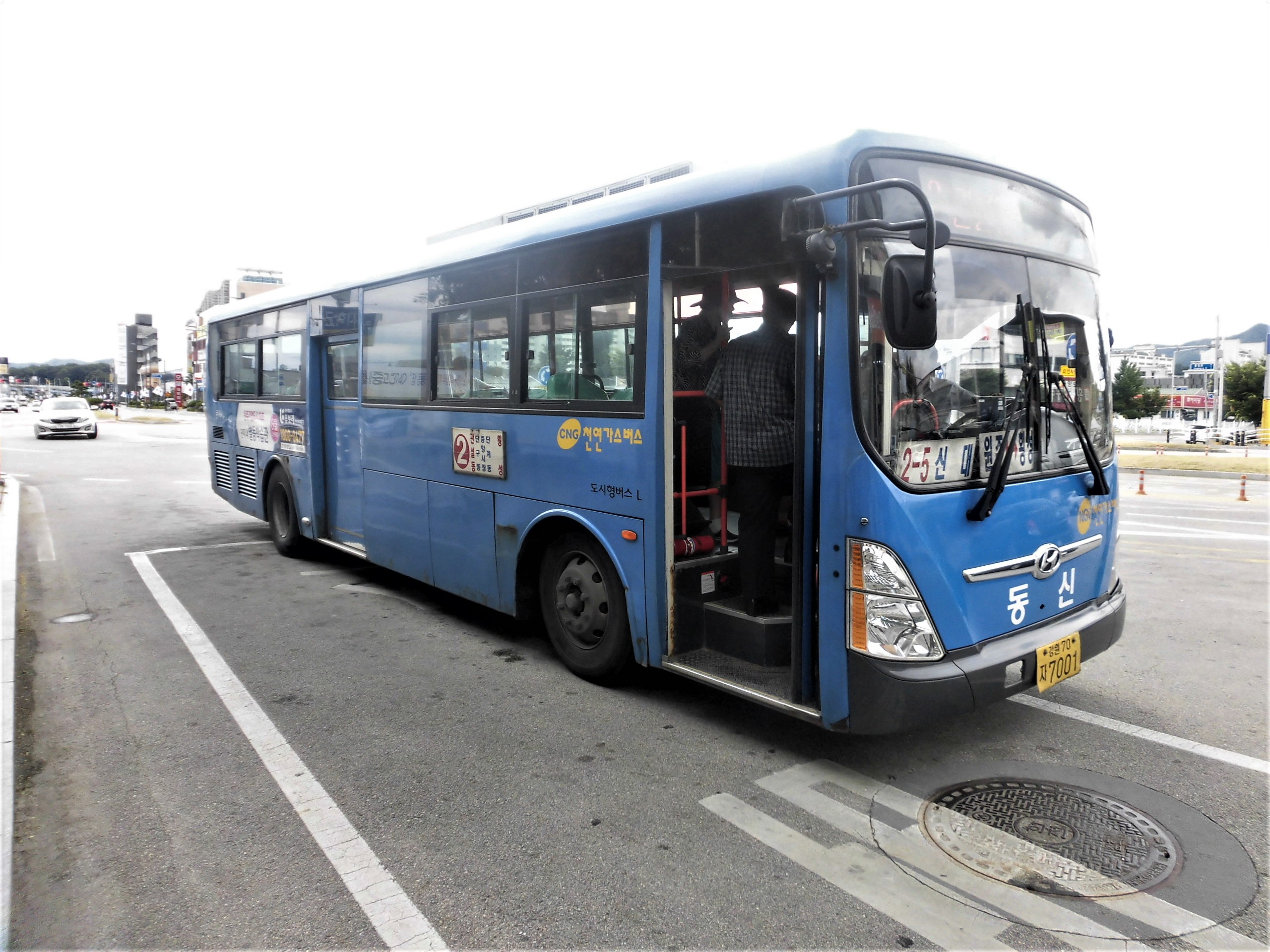
Hyundai New Super Aero City F/L CNG
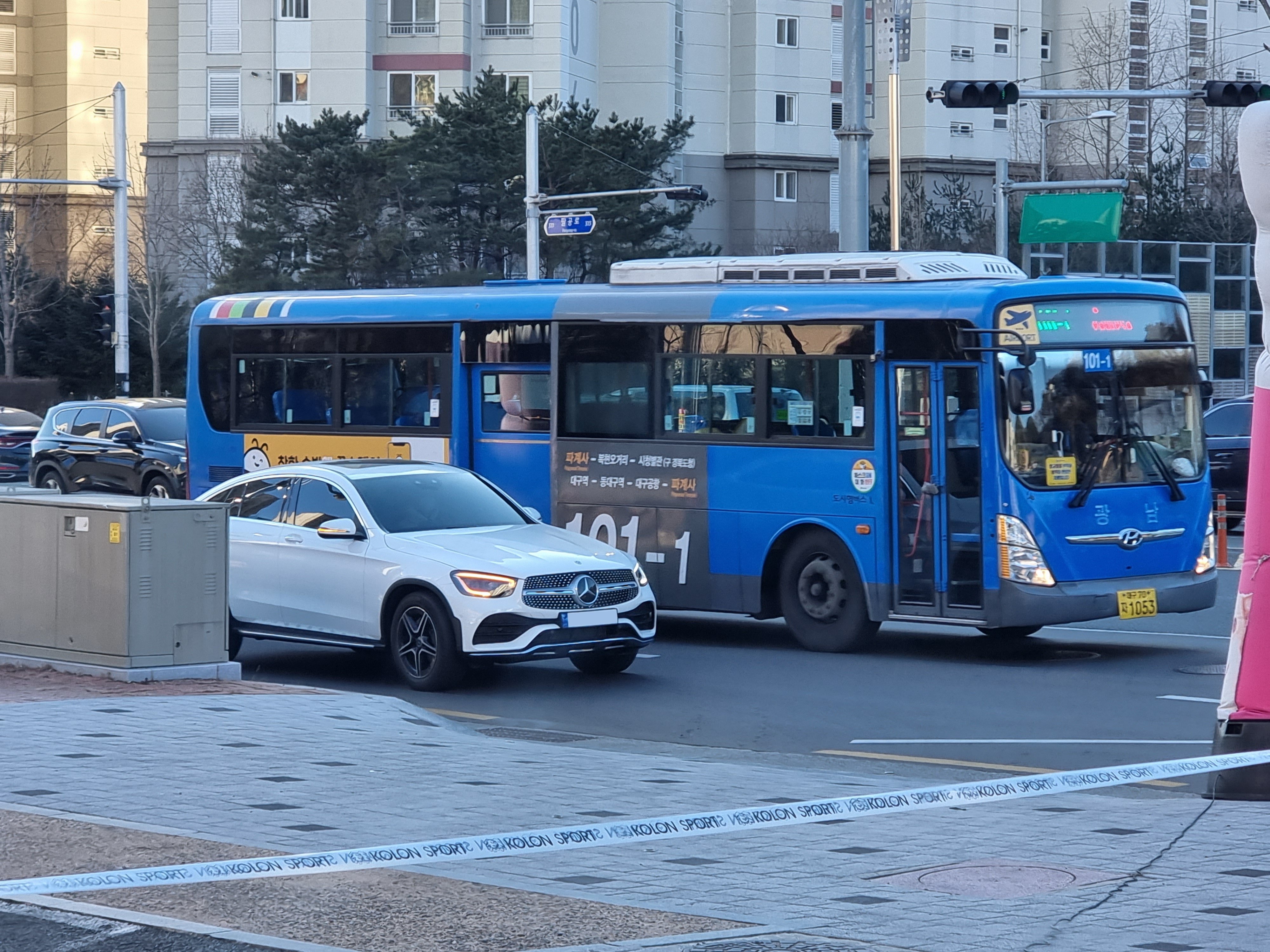
2008—2018 Hyundai New Super Aero City F/L CNG
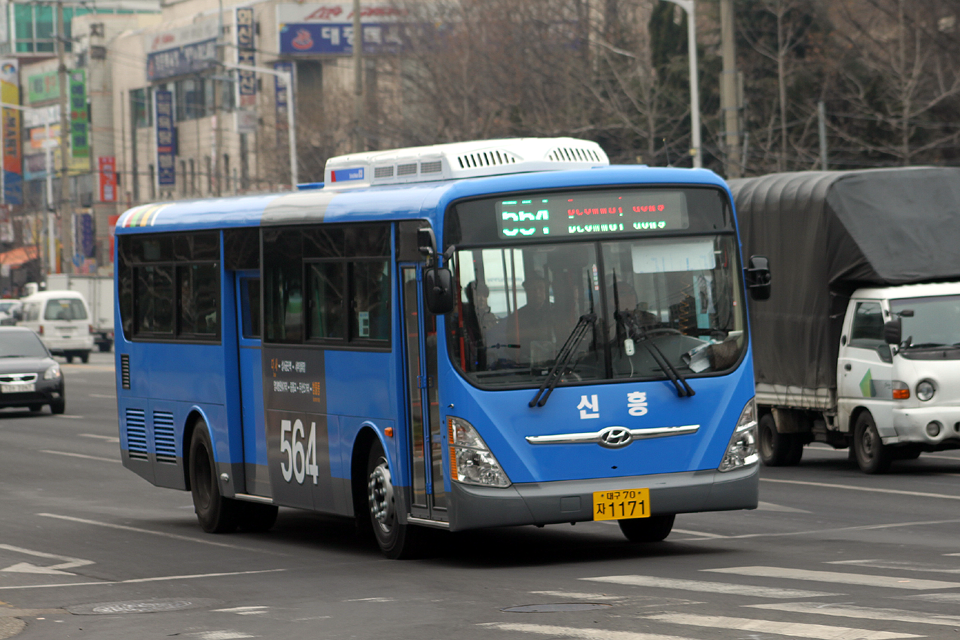
2008—2018 Hyundai New Super Aero City F/L CNG
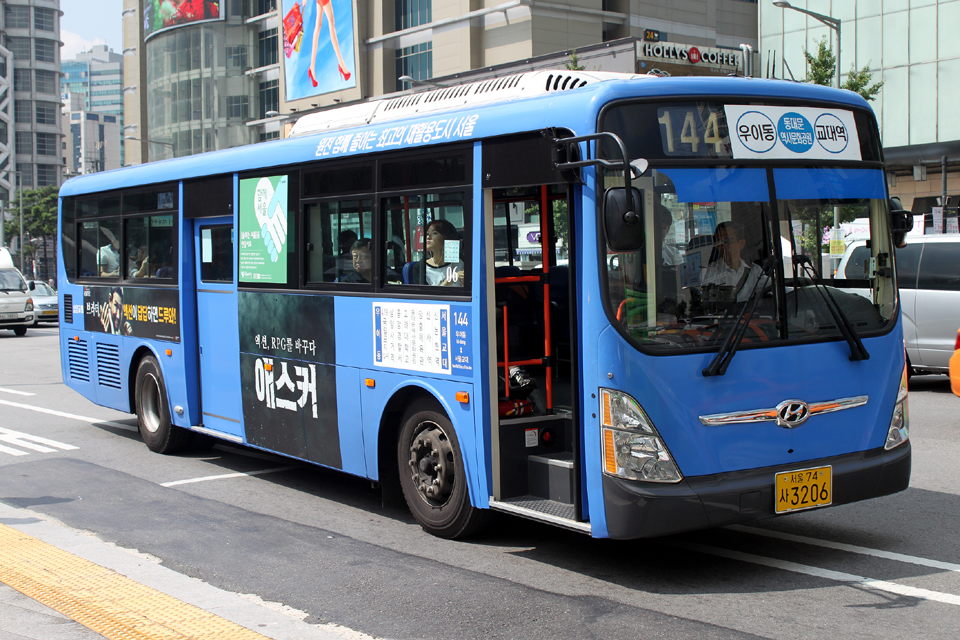
Hyundai New Super Aero City F/L CNG
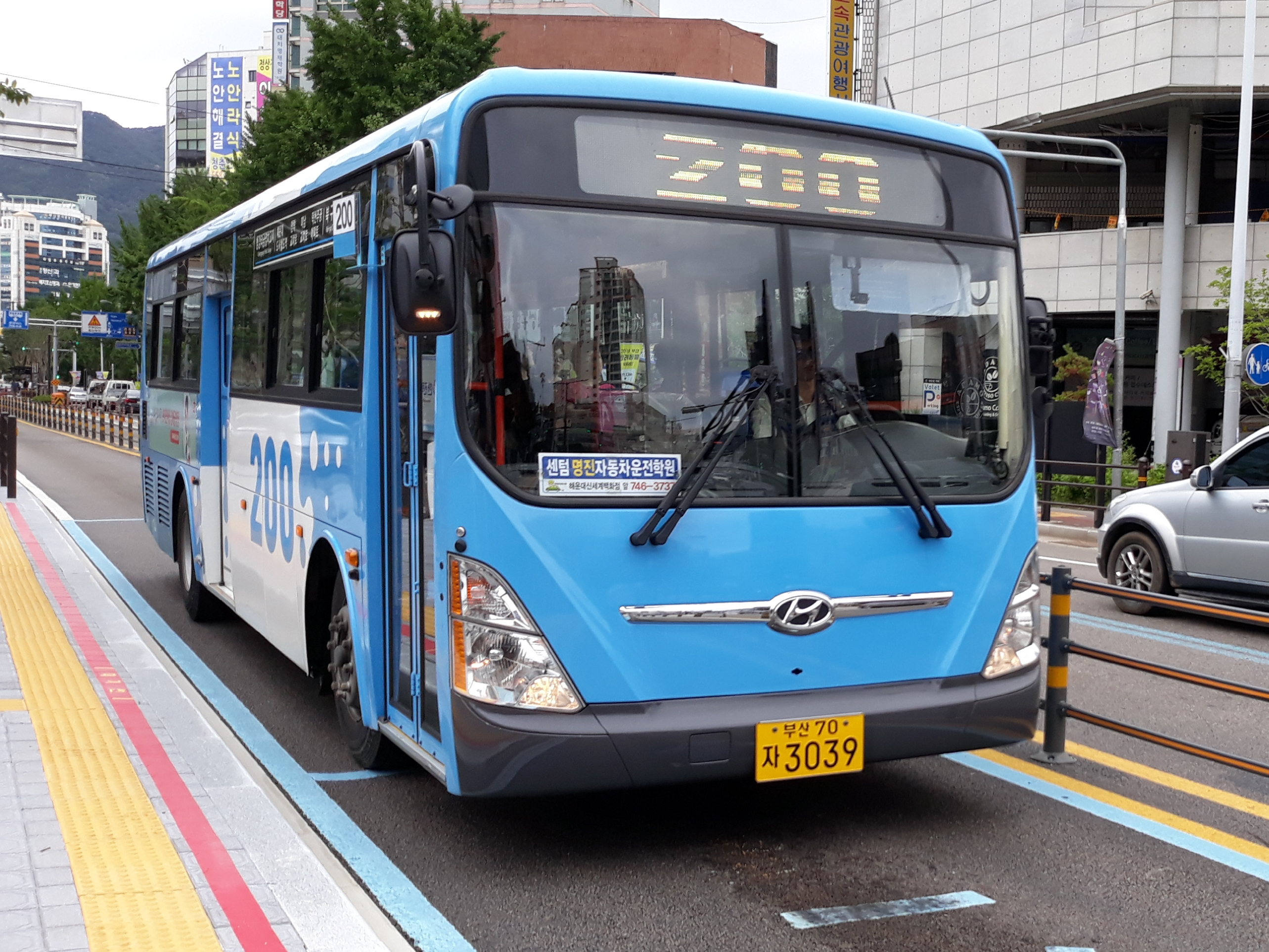
2008—2018 Hyundai New Super Aero City F/L CNG
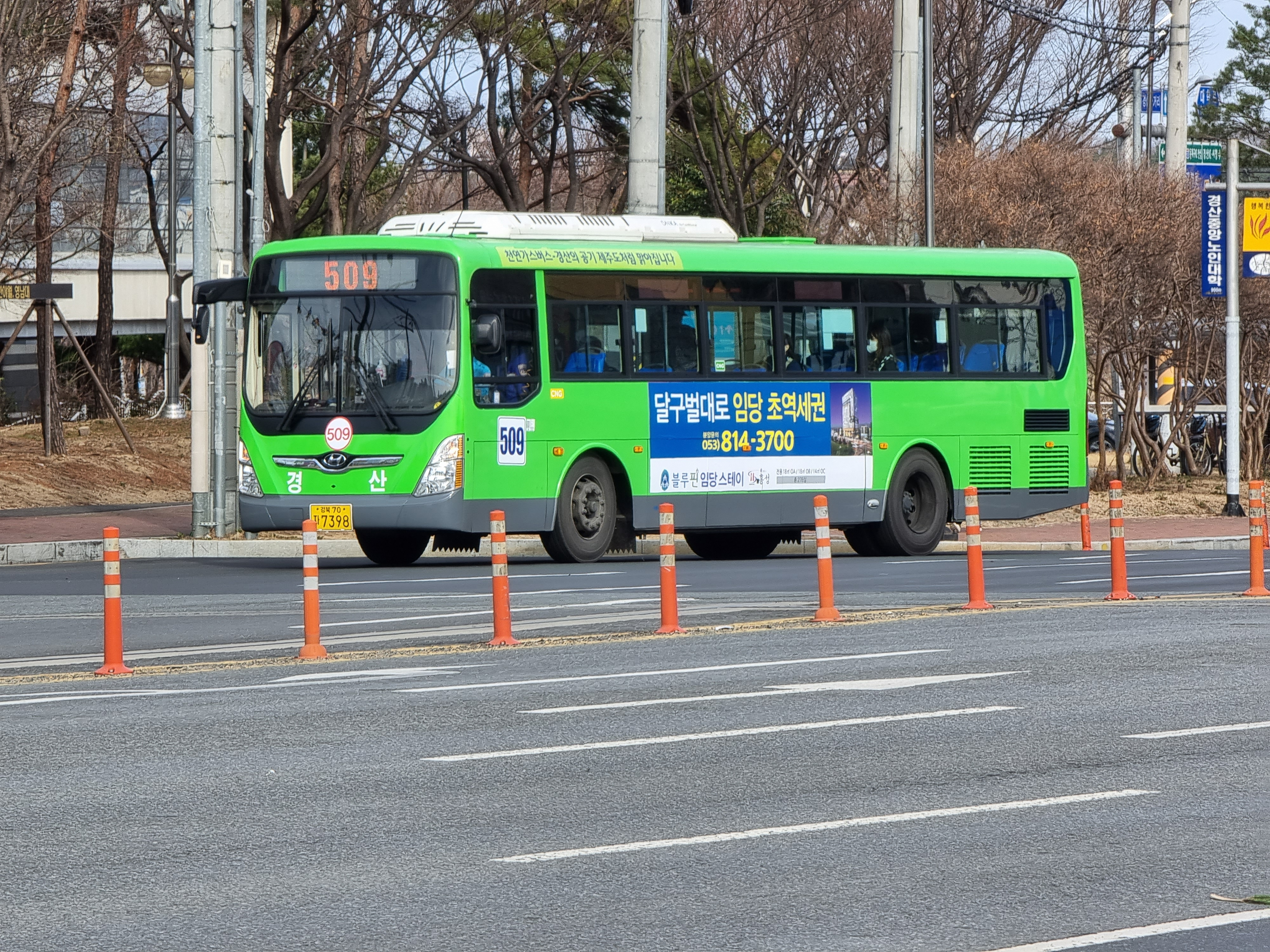
2018—2024 Hyundai New Super Aero City F/L CNG
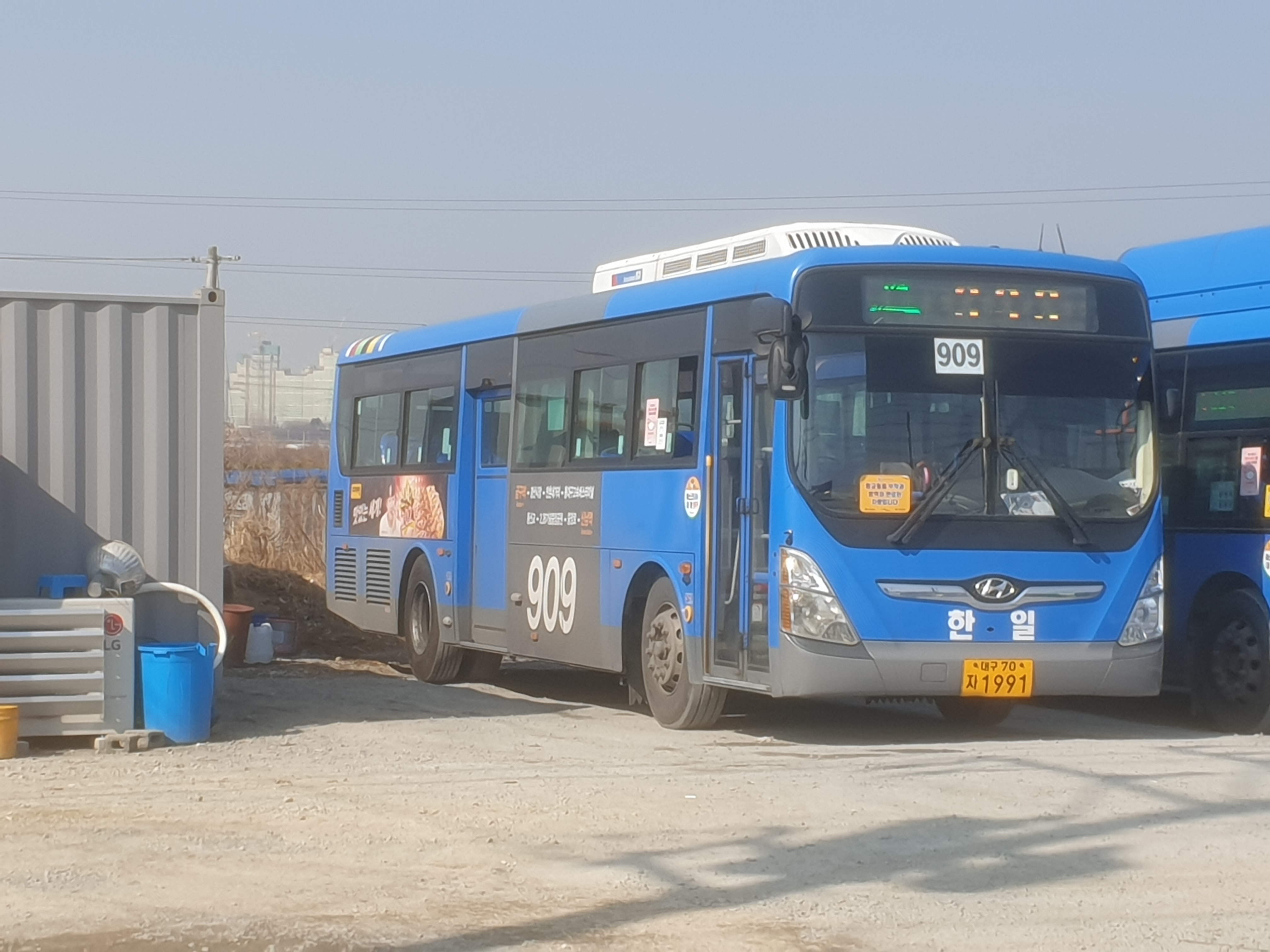
2018—2024 Hyundai New Super Aero City F/L CNG
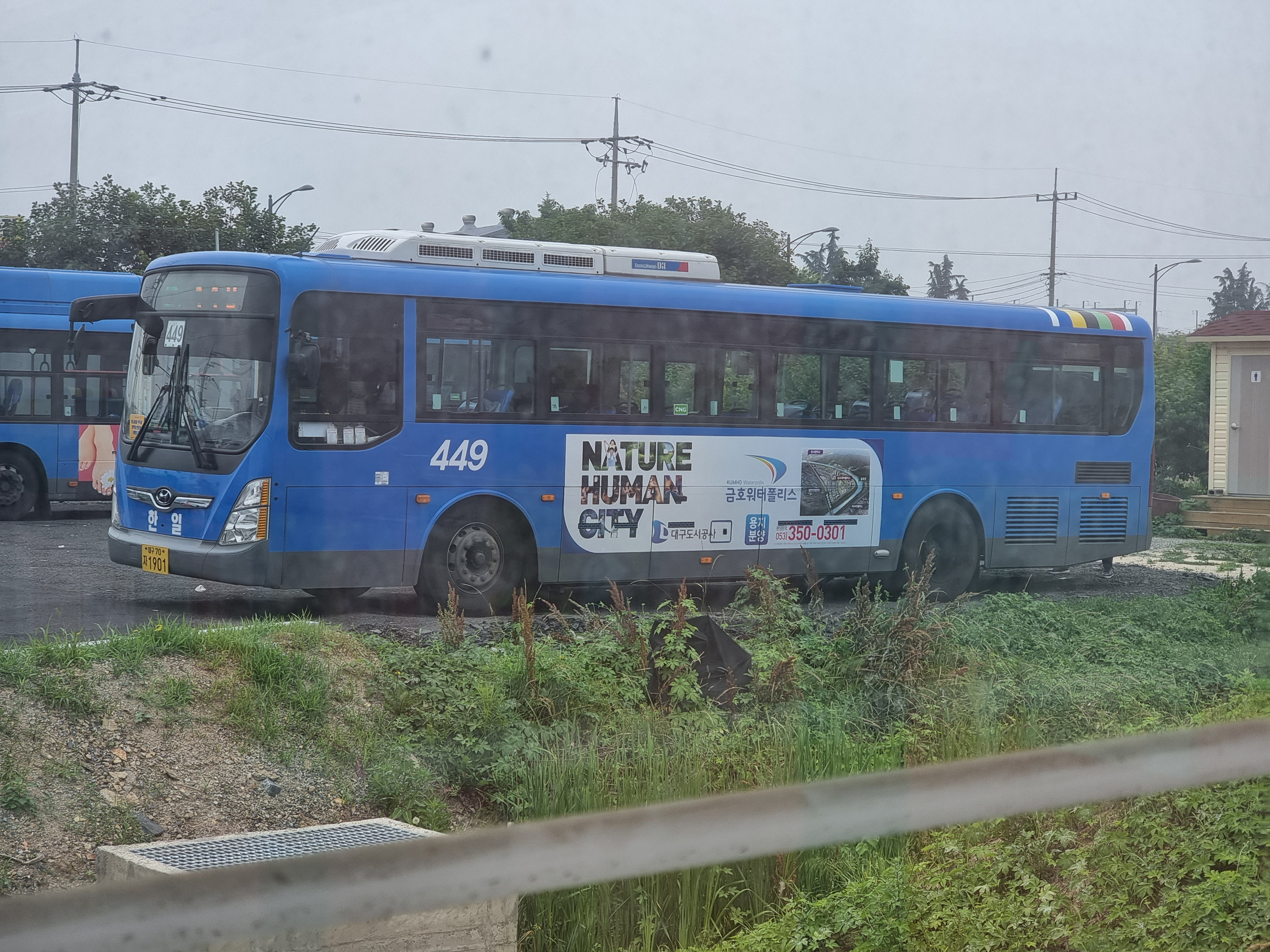
2018—2024 Hyundai New Super Aero City F/L CNG
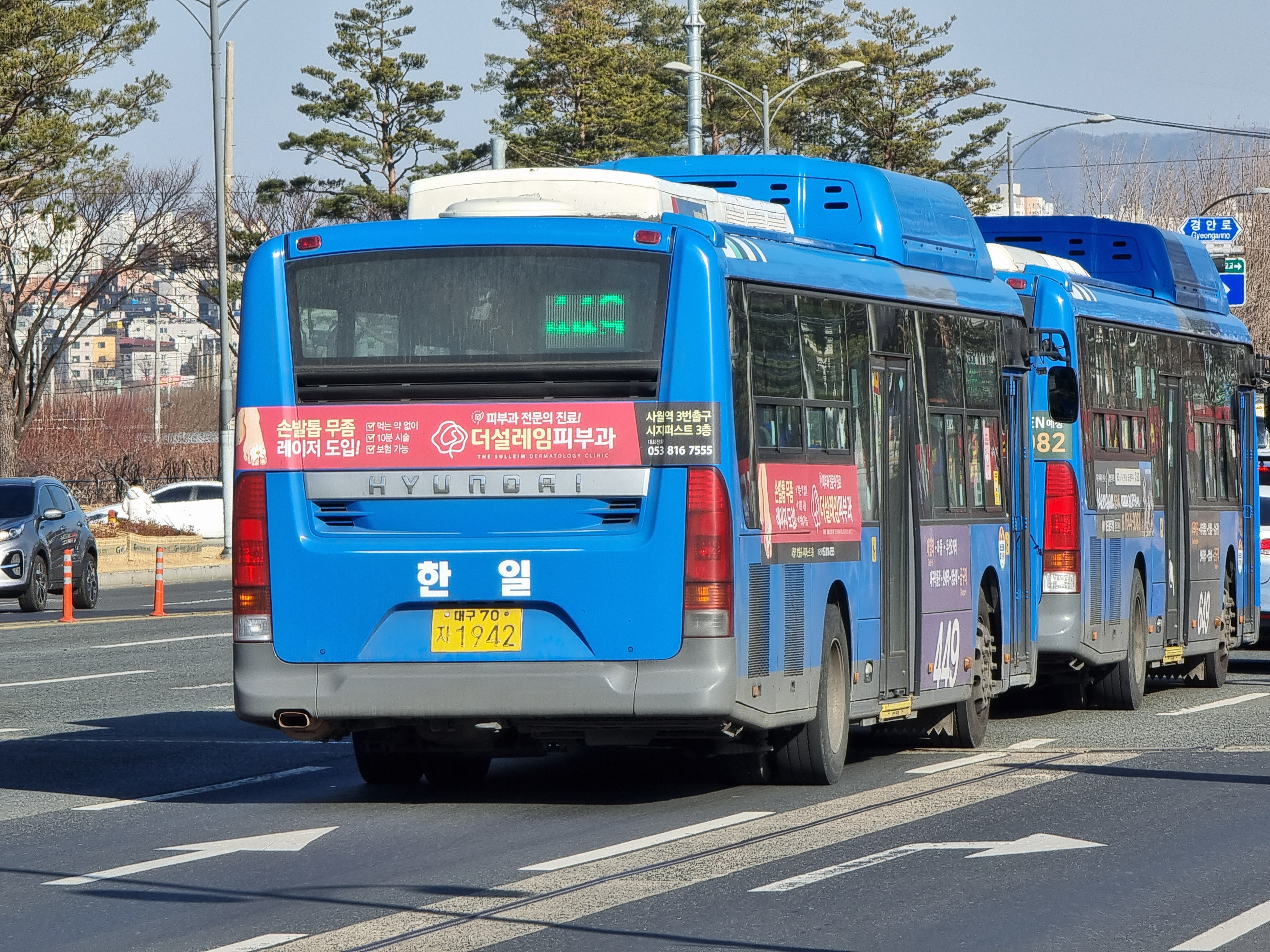
Hyundai New Super Aero City F/L Low Floor CNG
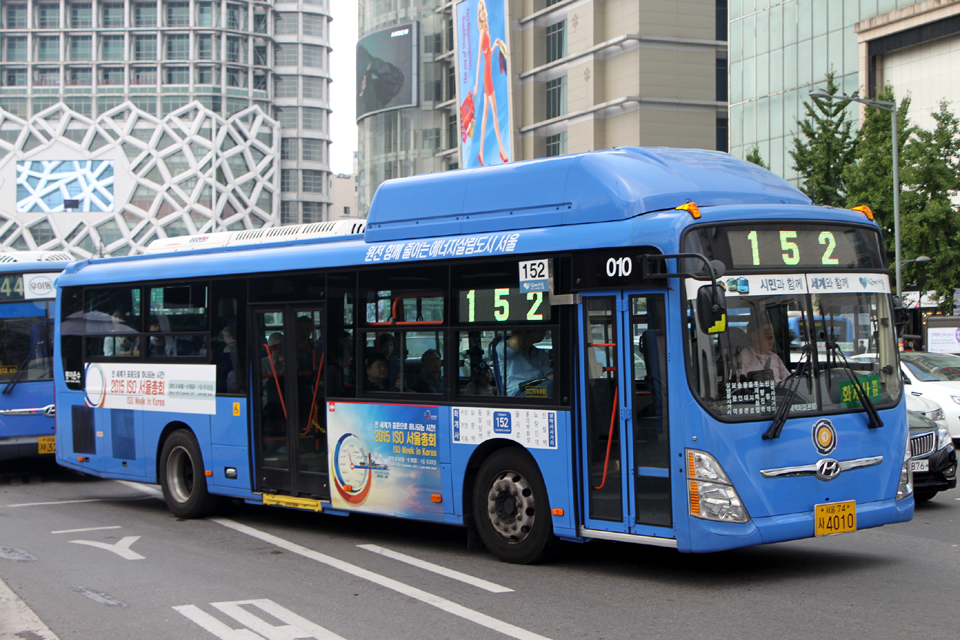
Hyundai New Super Aero City F/L Low Floor CNG
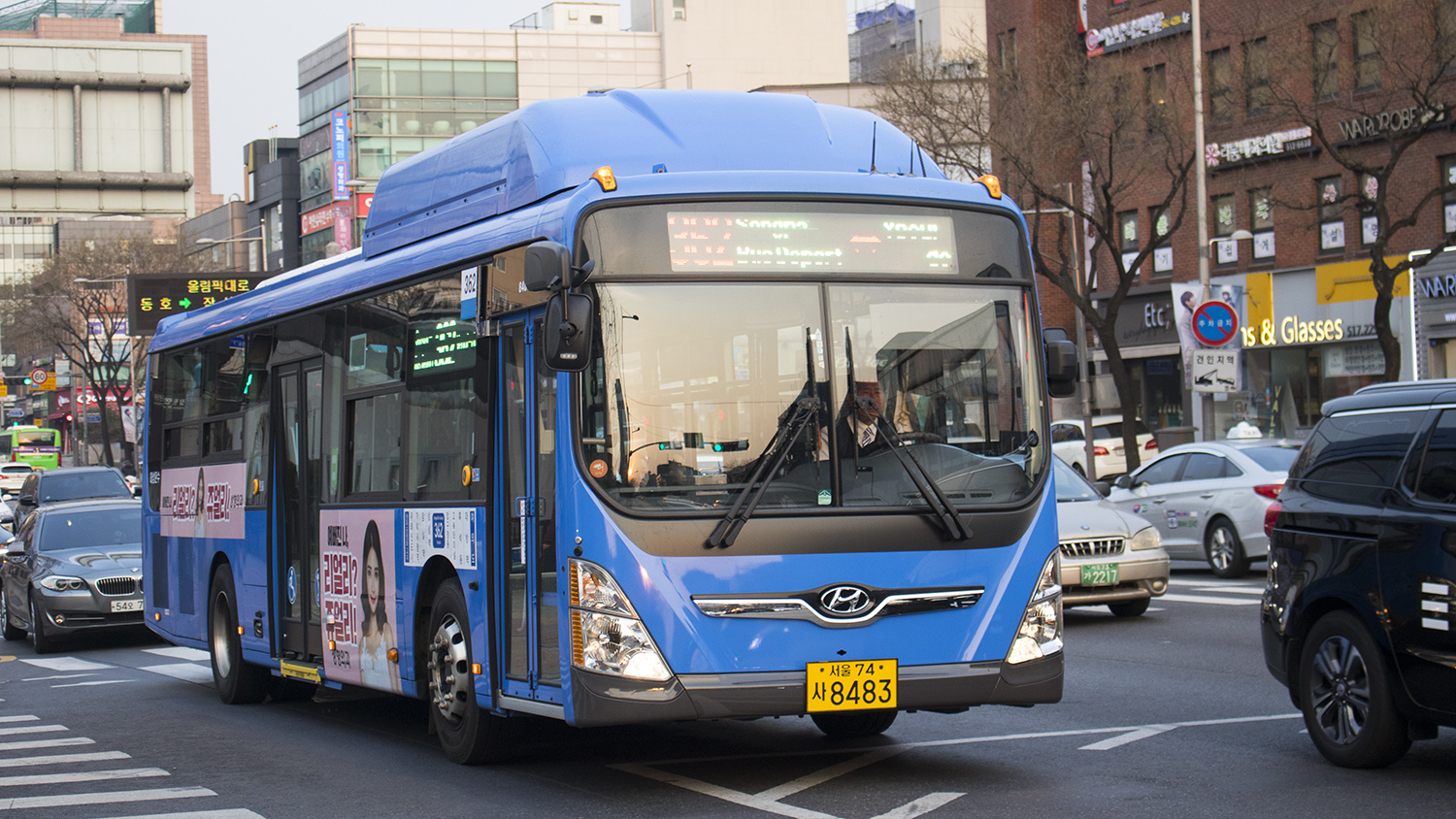
2018 Hyundai New Super Aero City F/L Low Floor CNG
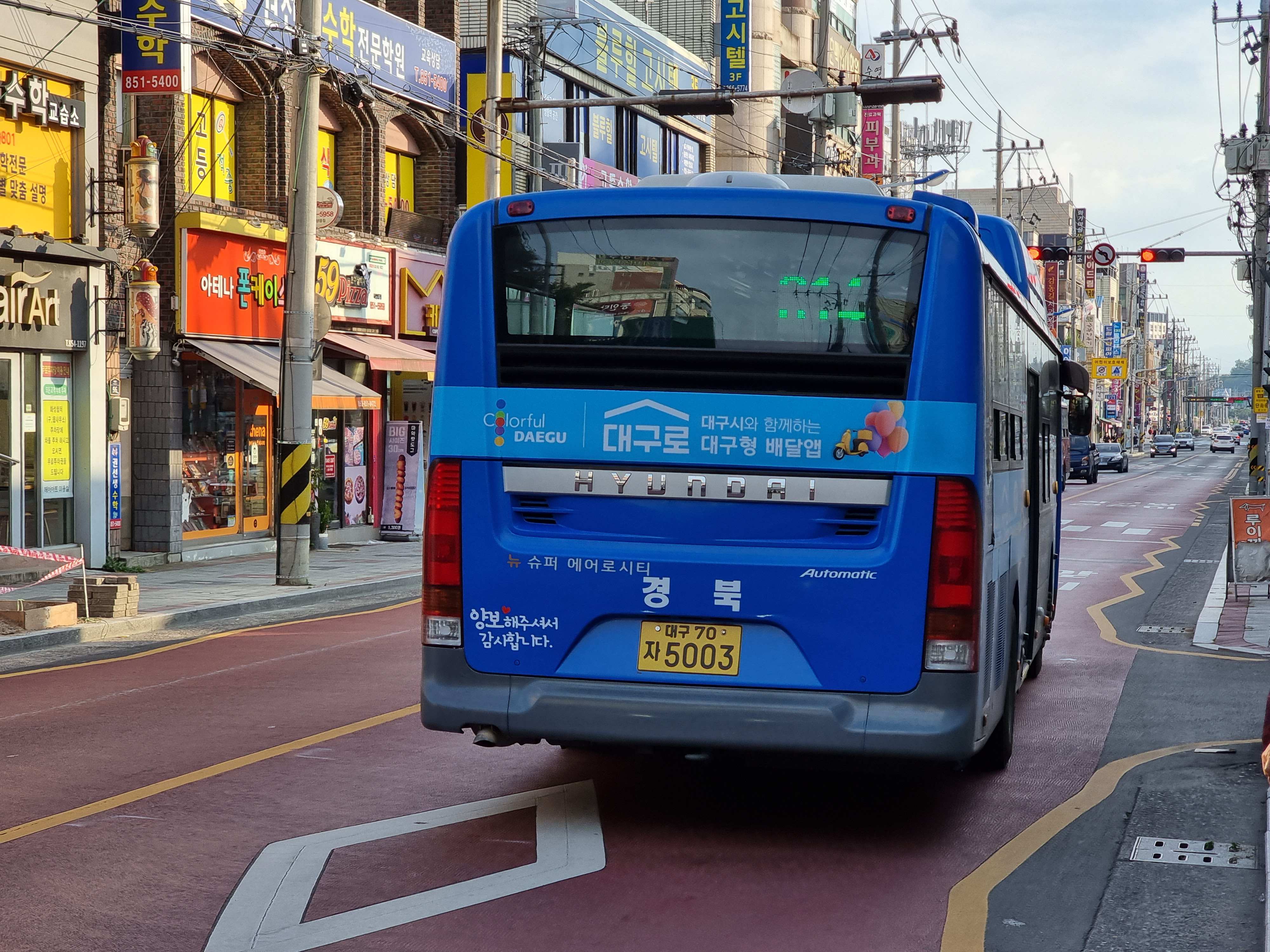
2018 Hyundai New Super Aero City F/L Low Floor CNG